# 밀레니엄 개발 목표

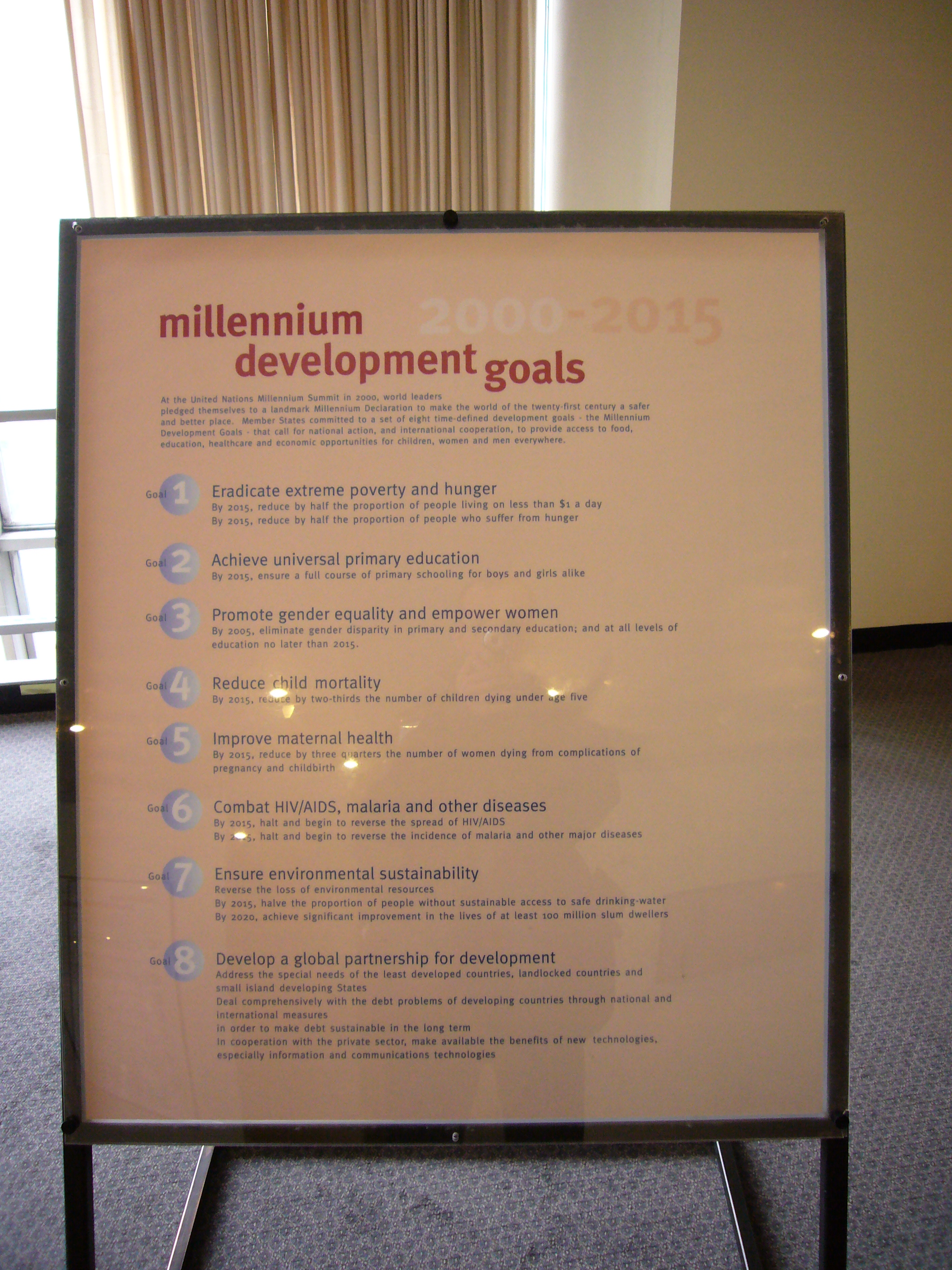
밀레니엄 개발 목표 (뉴욕)

밀레니엄 개발 목표(Millennium Development Goals, MDGs)는 UN에서 2000년에 채택된 의제로, 2015년까지 세계의 빈곤을 반으로 줄인다는 내용을 담고 있다.

## 8대 목표
1. 절대빈곤 및 기아 근절
2. 보편적 초등 교육 실현
3. 양성평등 및 여성능력의 고양
4. 아동사망률 감소
5. 모성보건 증진
6. AIDS, 말라리아 등 질병 예방
7. 지속가능한 환경 확보
8. 개발을 위한 글로벌 파트너쉽 구축

## 8대 목표별 주요 지표
1. 1일 소득 1.25달러 미만 인구 반감
2. 모든 혜택 부여
3. 모든 교육수준에서 남녀차별 철폐
4. 5세 이하 아동사망률 2/3 감소
5. 산모사망율 3/4 감소
6. 말라리아와 AIDS 확산 저지
7. 안전한 식수와 위생환경 접근 불가능 인구 반감
8. MDGs 달성을 위한 범지구적 파트너쉽 구축

## 21개 세부 목표
1. 1990년에서 2015년까지 하루 1.25불 이내의 소득으로 생활 하는 사람들의 비율을 절반으로 감소시킨다
2. 완전하고 생산적인 고용 및 여성과 청년층을 포함한 모두에게 '일다운 일자리'(decent work)를 제공한다.
3. 1990년에서 2015년까지 기아로 고통 받는 사람들의 비율을 절반 수준으로 감소시킨다.
4. 2015년까지 전 세계 모든 남녀 어린이들이 동등하게 초등교육 전 과정을 이수하도록 한다.
5. 2005년까지 초등교육과 중등교육에 대한 성별 불균형을 없애고, 2015년까지 모든 수준의 교육에서 성별 균형에 도달한다.
6. 2015년까지 1990년 기준 5세 미만 유아사망률의 2/3를 감소시킨다.
7. 2015년까지 1990년 기준 산모사망률의 3/4를 감소시킨다.
8. 2015년까지 모든 여성이 출산 시 건강관리를 받을 수 있게 한다.
9. 2015년까지 HIV/AIDS 확산을 멈추고 감소세로 돌려놓는다.
10. 2010년까지 HIV/AIDS 치료를 원하는 모든 사람들에게 보편적 접근권을 이룩한다.
11. 2015년까지 말라리아 및 다른 주요 질병의 발생을 막고 감소세로 전환시킨다.
12. 지속가능 발전의 원칙을 국가 정책과 계획에 통합시키고 유실된 환경자원을 회복시킨다.
13. 생물 다양성 손실을 줄이며 급속도로 진행되는 멸종율을 2010년까지 완화시킨다.
14. 2015년까지 안전한 식수와 기본적인 위생 시설에 접근하지 못하는 인구 비율을 절반으로 줄인다.
15. 2020년까지 빈민가에 거주하는 적어도 1억 명의 삶의 질을 향상시킨다.
16. 최빈국의 특별한 요구를 다룬다.
17. 최빈국, 내륙국가, 소규모 도서개발도상국의 특별한 필요를 다룬다.
18. 개방적이고 공정하며 예측가능하고 비차별적인 무역과 금융시스템을 더욱 발전시킨다.
19. 개발도상국의 외채문제를 포괄적으로 취급한다.
20. 제약회사와 협력하여 필수의약품을 개발도상국에 적정가격으로 제공한다.
21. 민간부문과 협력하여 개발도상국이 신기술, 특히 정보통신기술의 혜택을 누릴 수 있도록 한다.

## 같이 보기
- 지속가능 개발 목표